# Schiltach
Schiltach este un oraș din landul Baden-Württemberg, Germania.

## Galerie de imagini

Schiltach
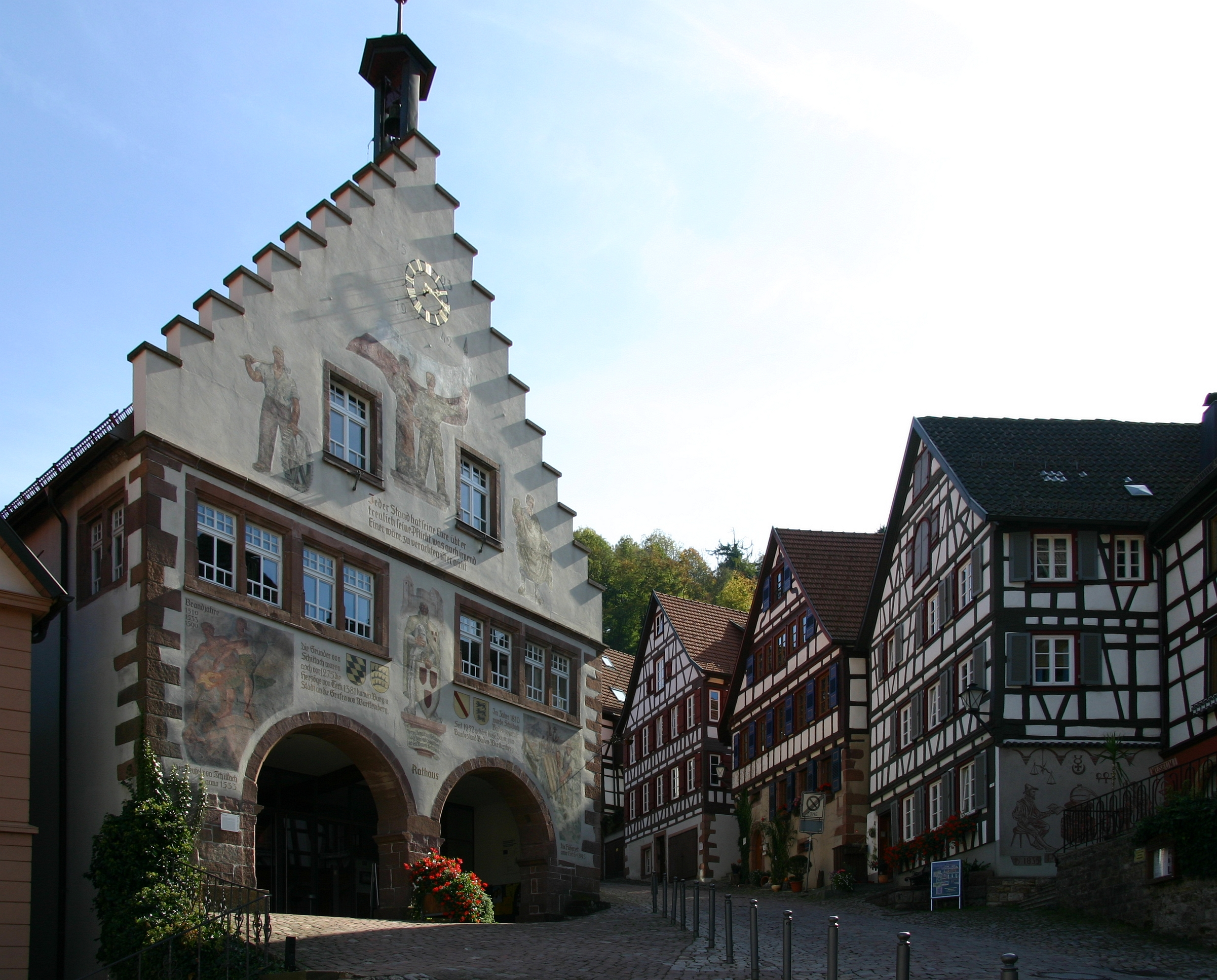
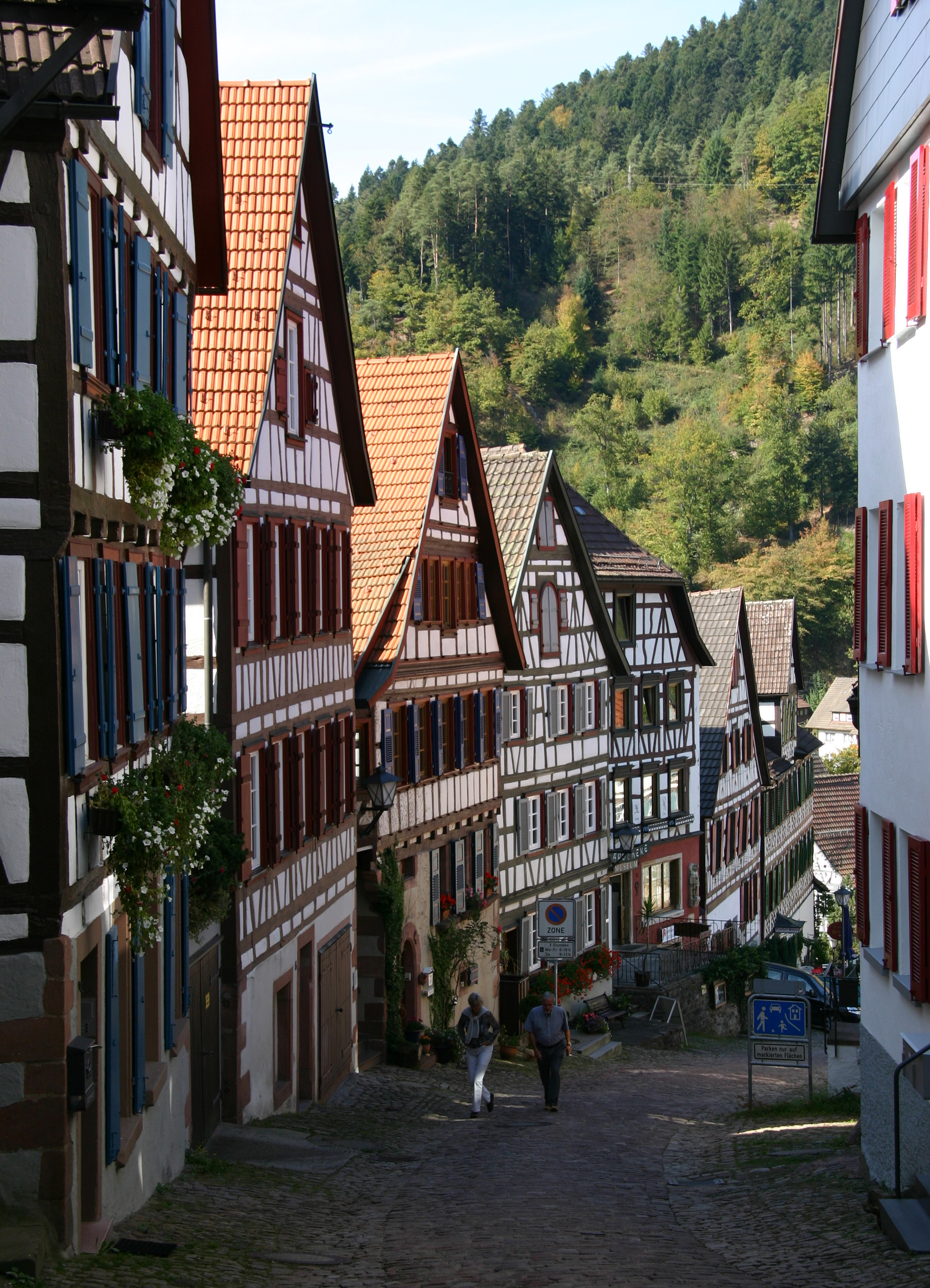
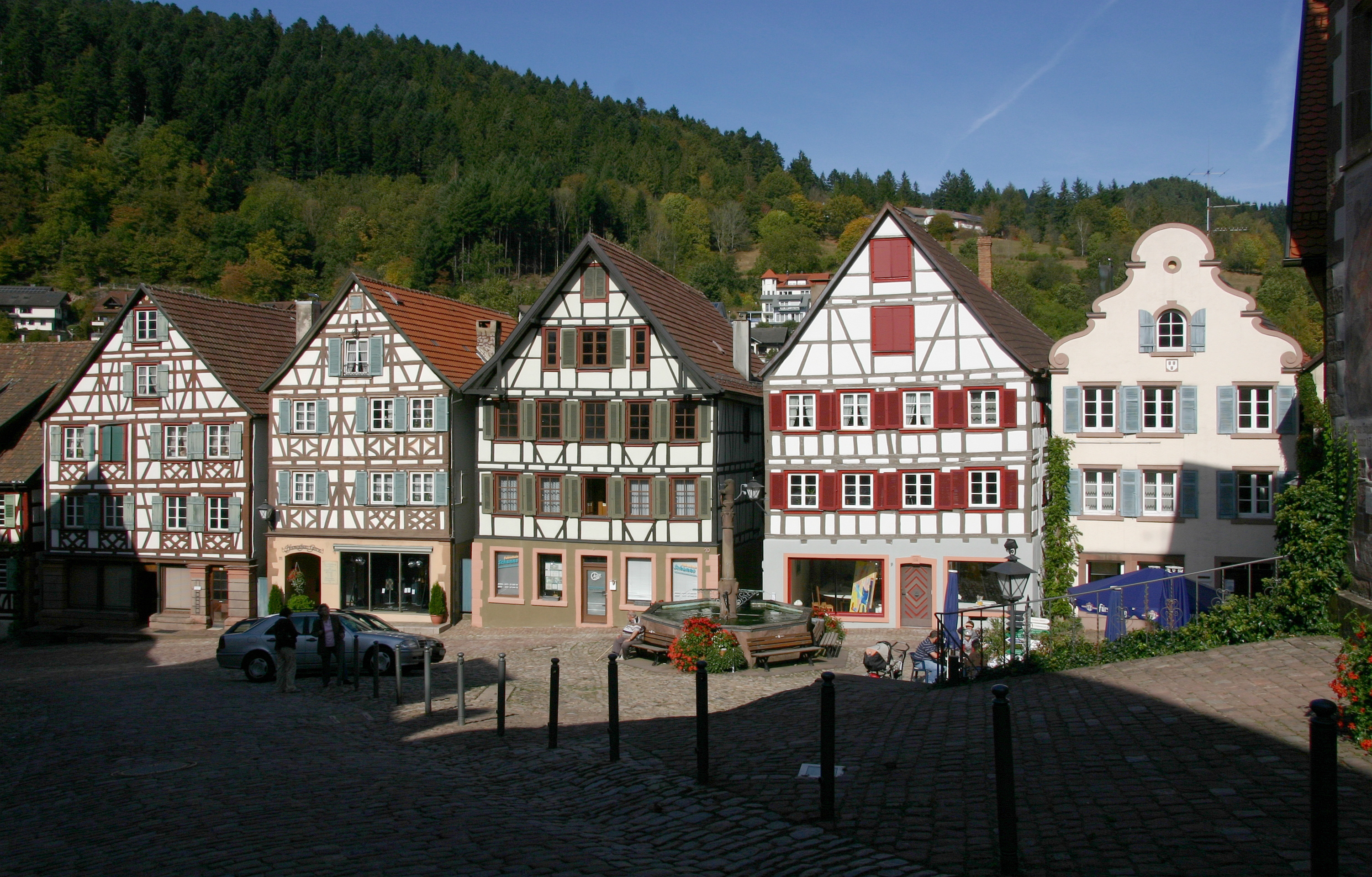
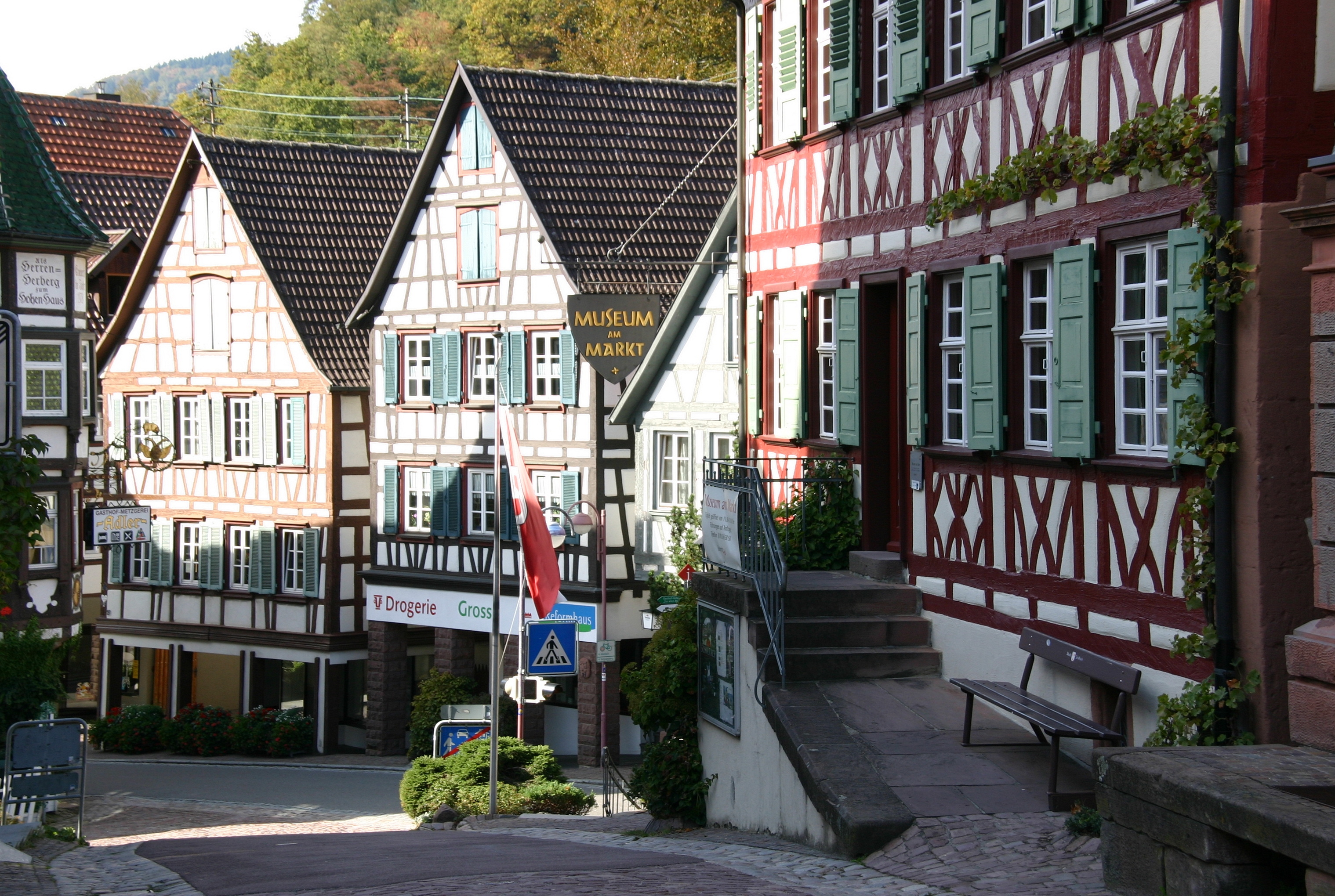

1. ↑   http://www.statistik.baden-wuerttemberg.de/BevoelkGebiet/Bevoelkerung/01515020.tab?R=GS325051 Lipsește sau este vid: |title= (ajutor)